# 大連人民文化クラブ
大連人民文化クラブ（簡体字: 大连人民文化俱乐部、英語：Dalian People's Culture Club）は中国・大連の中山広場にあるコンサートホール・劇場で、演奏会・劇・バレエなどの文化活動に使用されている。

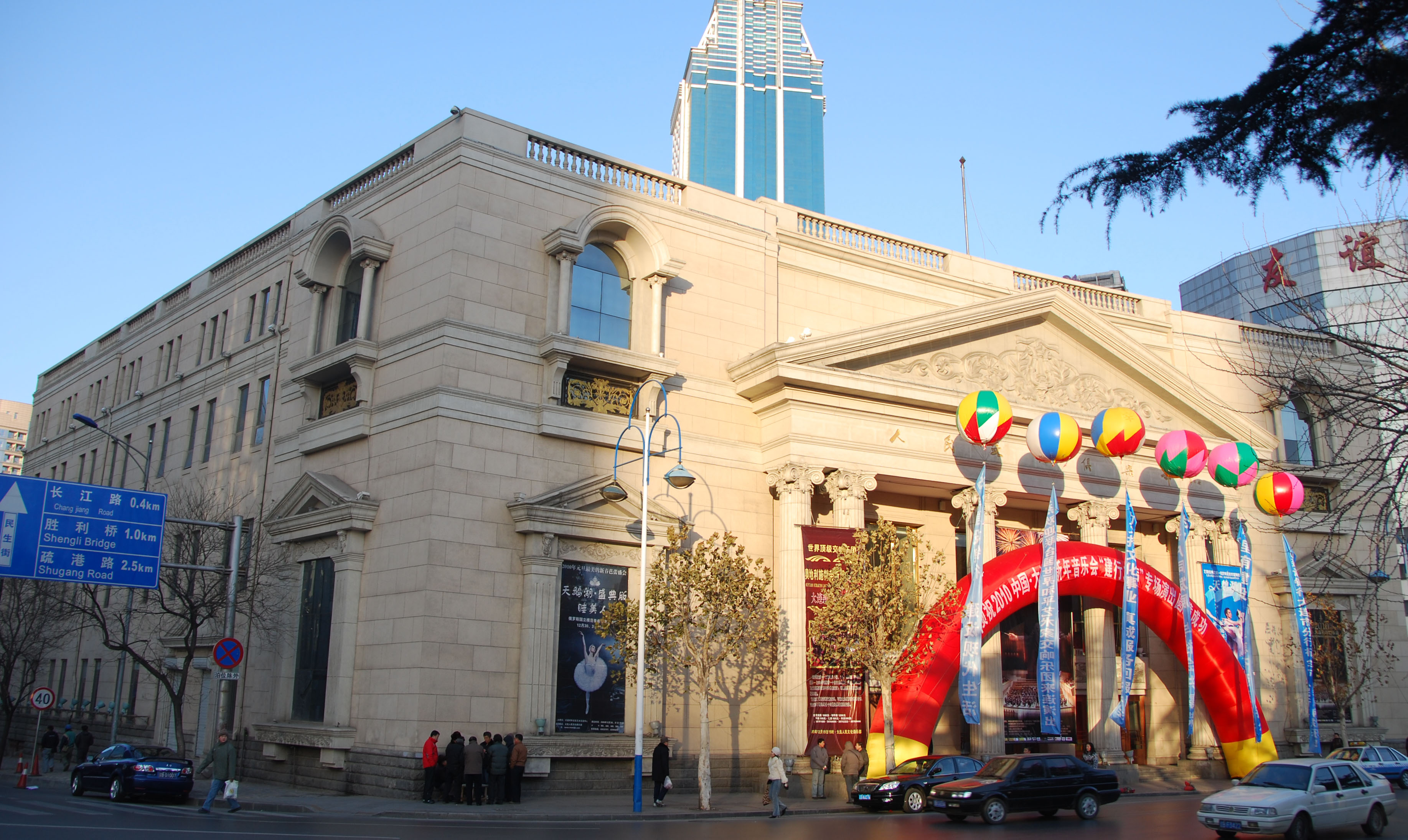
12月の大連人民文化クラブは毎年一番忙しい時期で、たくさんの風船広告が立っている。

## 歴史
大連人民文化クラブの歴史は次のようである。 
- 1950年、新中国建国直後ソ連の軍隊が旅大市に駐屯している期間に、ベラルーシ人を長とするソ連チームの設計で建設開始。
- 1951年、竣工。名称「大連人民文化クラブ」は郭沫若が命名した。[2]
- 1953年、周恩来・劉少奇・宋慶齢などの中央委員が来連し、内外の客を招いて祝宴。
- 1995年、第一次改修
- 2008年、第二次改修

## ホールの特徴
一階は600席あり、二階は400席で、合計1000席があり、 大連市の中心部である中山広場にあり、内外の人々による演奏会、劇、バレエなどがここで公演されている。

## 大連市のコンサートホール
大連市では次のようなコンサートホールが使われている。
- 大連開発区大劇院
- 大連人民文化クラブ
- 大連電視台のオーディアトリアム
- 大連理工大学の講堂
- 大連海事大学の講堂
- 世界博覧広場（星海広場）の３Ｆの多効能庁
- 大連青少年宮のオーディアトリアム
- 大連市44中学（音楽才能教育クラスあり）の講堂

このうち2006年に完成した大連開発区大劇院が一番良いとされているが、大連市街地区から離れているので、   特に有名な外国から訪問する交響楽団、バレー団の公演は大連人民文化クラブで行なわれる。大連電視台のオーディアトリアムは、通常の録画演奏会以外に、春節・中秋節に外国人向けの無料音楽会によく利用されている。

## 余話
外国からの重要な交響楽団などの演奏会には、市長・党書記などの政治的リーダーがよく参加する。アンコールの最後にはラデツキー行進曲が演奏され、みんなの拍手の中をリーダーたちが退場する習慣がある。